# 奥托王朝
奥托王朝（德語：Ottonen）是一个出身萨克森的德意志王朝（919-1024年），其名称来源于该王朝三位名叫“奥托”的德意志国王和神圣罗马皇帝。该王朝也被称为萨克森王朝，因其起源于德意志部落公国中的萨克森公国。此外该家族有时也被称作利乌多尔夫家族（Liudolfinger），因其最早知名成员——萨克森的利乌多尔夫伯爵（约866年卒）。
奥托王朝的统治者是德意志国王康拉德一世之后的继承者——康拉德是加洛林王朝之后唯一一位统治东法兰克的德意志国王。
奥托王朝以其卓越的军事成就著称，这些成就改变了当时西欧的政治格局：“正是奥托王朝成功地将继承而来的初级资源打造成一台强大的军事机器，使得德意志王国得以在10世纪至13世纪中叶成为欧洲最强盛的王国。”此外，该王朝也与一场重要的文化运动相关联，即被称作“奥托文艺复兴”的新兴文化传统（特别是在文学方面）。
奥托王朝于1024年终结后，由萨利安王朝接替帝位，并统治帝国逾百年，直至1125年绝嗣。

## 家族名称
家族統治的核心地區就在薩克森地區，因而被稱作奥托或薩克森王朝。因为捕鸟者亨利的姑父是加洛林王朝的青年路易；而青年路易的曾祖父是赫赫有名的查理大帝；所以加洛林王朝与奥托王朝亦有微小的关系。

## 帝王列表
- 亨利一世（捕鸟者）（约876年-936年7月2日），东法兰克国王和萨克森公爵。
- 奥托一世（912年11月23日—973年5月7日），东法兰克国王、神圣罗马帝国皇帝和萨克森公爵。
- 奥托二世（955年—983年12月7日），东法兰克国王、神圣罗马帝国皇帝。
- 奥托三世（980年7月—1002年1月23日），东法兰克国王、神圣罗马帝国皇帝。
- 亨利二世（972年—1024年7月13日），东法兰克国王、神圣罗马帝国皇帝，因其死后无嗣，康拉德二世（1024～1039在位，其祖父為奥托一世的外孫沃尔姆斯的奥托）被推为国王，奥托王朝结束，萨利安王朝开始。

### 文献
- Bachrach, D. S. . German History. December 2010, 28 (4): 399–423. doi:10.1093/gerhis/ghq108.
- Bachrach, David S. . Boydell & Brewer. 2014. ISBN 978-1-84383-927-9.
- Bachrach, David S. . Journal of Military History. April 2011, 75 (2): 393–409.
- Leyser, Karl. . The English Historical Review. 1981, 96 (381): 721–753. JSTOR 569838. doi:10.1093/ehr/XCVI.CCCLXXXI.721.
- Middleton, John. . 2015. ISBN 978-1-317-45158-7. doi:10.4324/9781315698014.
- Leyser, Karl. . Edward Arnold. 1979. ISBN 978-0-7131-6218-9. hdl:2027/heb01063.0001.001.
- Ranft, P. . Springer. 2003. ISBN 978-0-230-10825-7.
- Wangerin, Laura. . History Compass. January 2017, 15 (1): e12367. doi:10.1111/hic3.12367.
- West, Charles. . . Seminari del Centro interuniversitario per la storia e l'archeologia dell'alto medioevo 9. 2019: 157–177. ISBN 978-2-503-58645-8. S2CID 214096327. doi:10.1484/M.SCISAM-EB.5.118742.

1. ↑  Middleton 2015，第[页码请求]頁.
2. ↑  Bachrach 2014，第3, 5頁.
3. ↑  Ranft 2003，第36頁.